# 发放镇
发放镇，是中华人民共和国甘肃省武威市凉州区下辖的一个乡镇级行政单位。

## 行政区划
发放镇下辖以下地区：
双河村、新兴村、安置村、马儿村、发放村、贾家墩村、双桥村、小路村、马莲村、囤庄村、西沟村、六畦村、双树村、东沟村、朱家庄村、沙子沟村、王家墩村和下沙子沟村。